# Roy Myers
Roy Anthony Myers Francis (né le 13 avril 1969 à La Francia de Siquirres au Costa Rica) est un footballeur international costaricien, qui évoluait au poste de milieu de terrain, avant de devenir entraîneur.

## Biographie

### Carrière de joueur

#### Carrière en sélection
Avec l'équipe du Costa Rica, il joue 48 matchs (pour 2 buts inscrits) entre 1990 et 2000. Il figure notamment dans le groupe des sélectionnés lors de la coupe du monde de 1990. Lors du mondial, il joue un match contre le Brésil.
Il participe également aux Gold Cup de 1993 et de 1998, ainsi qu'à la Copa América de 1997.

## Palmarès
Deportivo Saprissa
- Championnat du Costa Rica (1) :
  - Champion : 1993-94.

- Ligue des champions (2) :
  - Vainqueur : 1993 et 1995.